# The White Handkerchief
The White Handkerchief es un cortometraje nigeriano de 1998 producido y dirigido por Tunde Kelani. Está protagonizado por Yemi Komolafe, Yemi Shodimu y Khabirat Kafidipe. Es una adaptación de The Virgin, la novela debut de Bayo Adebowale.

## Sinopsis
Awero (Sola Asedeko) es una joven aldeana llamada que perdió su virginidad como resultado de una violación. Ahora está comprometida con Odejimi, quien debe usar un pañuelo blanco para evidenciar la sangre virginal de Awero en su noche de bodas como exige la tradición. Odejimi se decepciona cuando no se produce sangre y esto resulta en una guerra entre los aldeanos de Awero y Odejimi.

## Elenco
- Sola Asedeko
- Idowu Philips
- Khabirat Kafidipe
- Yemi Shodimu
- Akinwunmi Isola
- Yemi Komolafe